# Запис Светог Ранђела (Осмаково)
Запис Светог Ранђела (Осмаково) се налази на парцели чији је власник Град Пирот.

## Локација
| Општина             | Пирот                                                                       |
| Катастарска општина | Осмаково                                                                    |
| Потес               | Драгаљевац                                                                  |
| Координате          | 43° 16′ 36″ С; 22° 25′ 49″ И / 43.276699999999998° С; 22.430399999999999° И |
| Надморска висина    | 434m                                                                        |

## Карактеристике
Дендрометријске вредности утврђене на терену и сателитским снимцима:
| Стабло                     | Крст |
| Висина стабла              | m    |
| Обим дебла                 | m    |
| Пречник крошње             | 0m   |
| Пречник дебла              | m    |
| Висина дебла до прве гране | m    |

## База записа
Запис је у оквиру Викимедија пројекта "Запис - Свето дрво" заведен под редним бројем 0890.